# Khánh Ly
Nguyễn Thị Lệ Mai (sinh ngày 6 tháng 3 năm 1945), thường được biết đến với nghệ danh Khánh Ly là nữ ca sĩ hải ngoại người Mỹ gốc Việt, nổi tiếng với giọng nữ trung trầm. Bắt đầu sự nghiệp ca hát từ những năm 1960, gắn liền với các ca khúc của Trịnh Công Sơn, Khánh Ly là một trong những tiếng hát tiêu biểu nhất của dòng tân nhạc Việt Nam và nằm trong danh sách nghệ sĩ âm nhạc Việt Nam bán đĩa chạy nhất. Khánh Ly cũng thành công với các nhạc phẩm tiền chiến và của nhiều nhạc sĩ khác như Phạm Duy, Trầm Tử Thiêng, Vũ Thành An, Nguyễn Đình Toàn... Nghệ danh Khánh Ly được bà ghép từ tên hai nhân vật Khánh Kỵ và Yêu Ly trong Đông Chu liệt quốc. Ngoài ra, trước năm 1975, bà còn được mệnh danh là "Nữ hoàng chân đất".

## Tiểu sử
Khánh Ly sinh ra tại Hà Nội, tên thật là Nguyễn Thị Lệ Mai, cũng có khi bà lấy tên Phạm Thị Lệ Mai (theo họ Phạm của người cha dượng). Năm 1954, Lệ Mai theo mẹ di cư vào miền Nam.
Khi còn ở Hà Nội, dù chưa tới 9 tuổi nhưng Lệ Mai đã tham dự một cuộc thi hát với bài Thơ Ngây của nhạc sĩ Anh Việt nhưng không được giải gì.
Cuối năm 1956, khi mới 11 tuổi, Lệ Mai một mình đi nhờ xe chở rau từ Đà Lạt về Sài Gòn tham dự cuộc thi tuyển lựa ca sĩ nhi đồng do Đài phát thanh Pháp Á tổ chức tại rạp Norodom. Lệ Mai hát bài Ngày trở về của nhạc sĩ Phạm Duy và đoạt giải nhì, sau "thần đồng" Quốc Thắng.
Năm 1962, bà thực sự bước chân vào sự nghiệp ca hát, khởi đầu là phòng trà Anh Vũ trên đường Bùi Viện, Sài Gòn. Cuối năm đó bà chuyển lên sống tại Đà Lạt và hát cho các phòng trà ở đó. 
Năm 1964, bà gặp nhạc sĩ Trịnh Công Sơn, lúc đó còn chưa nổi tiếng, ông mời bà về Sài Gòn biểu diễn. Lúc đó, vì không muốn rời Đà Lạt nên Khánh Ly từ chối lời đề nghị của người nhạc sĩ trẻ đó.
Năm 1967, bà chuyển về Sài Gòn sống cùng người thân. Tình cờ bà gặp lại nhạc sĩ Trịnh Công Sơn, lúc này bà nhận lời đi hát cùng ông. Khánh Ly và Trịnh Công Sơn đã có những buổi trình diễn ngoài trời không công và không thù lao cho sinh viên tại Quán Văn (mà theo Khánh Ly, đó là một quán lá sơ sài dựng trên một nền gạch đổ nát) nằm trên bãi đất rộng sau trường Đại học Văn Khoa Sài Gòn. Họ tiếp tục trình diễn khắp nơi ở miền Nam Việt Nam, nhất là trong sân cỏ trường đại học, nơi Khánh Ly được mệnh danh là "Nữ hoàng Chân Đất" hay "Nữ hoàng Sân Cỏ". Khánh Ly chính là ca sĩ Việt Nam đầu tiên tổ chức show diễn riêng của mình.
Về biệt danh "Nữ hoàng chân đất", theo lời thuật lại của Khánh Ly trong băng Video Một đời Việt Nam thực hiện năm 1991, khi chưa có kinh nghiệm ca hát và lần đầu tiên xuất hiện trước một đám đông khoảng một ngàn người, Khánh Ly đã không giữ được bình tĩnh và đứng không vững, phải vịn vào vai Trịnh Công Sơn. Trịnh Công Sơn nói "bỏ tay ra và đứng hát cho nghiêm chỉnh", vì run quá, nên Khánh Ly cởi bỏ đôi giày cao gót và đứng chân đất và nhờ đó, đã có thể bình tĩnh để trình bày hết bài hát của Trịnh Công Sơn trong suốt một đêm đó, khoảng 30 đến 40 bài hát trong 1 đêm. Khánh Ly kể về thời kỳ những năm 60 cơ cực, đói khổ nhưng đầy hạnh phúc ấy: "Thực sự tôi rất mê hát. Không mê hát thì tôi không có đủ can đảm để đi hát với anh Sơn mười năm mà không có đồng xu, cắc bạc nào. Thời ấy, tôi phải chịu đói, chịu khổ, chịu nghèo, không cần biết đến ngày mai, không cần biết đến ai cả, mà vẫn cảm thấy mình cực kỳ hạnh phúc, cảm thấy mình sống khi được hát những tình khúc của Trịnh Công Sơn".
Từ năm 1967 đến 1975, Khánh Ly hợp tác với nhiều hãng đĩa tại Sài Gòn, thâu âm nhiều bài hát trong các dĩa nhạc của các hãng như Dĩa Hát Việt Nam, Sóng Nhạc, Tình Ca Quê Hương, Dư Âm, Nhạc Ngày Xanh, Continental và thâu vào băng magnetophon của Chương trình Phạm Mạnh Cương, Trường Sơn, Sơn Ca, Họa Mi, Jo Marcel... Ngày 29-05-1971, Khánh Ly khai trương Hội Quán Cây Tre ở Đakao, số 2bis đường Đinh Tiên Hoàng, Sài Gòn. Đây là nơi tụ họp của các văn nghệ sĩ và các sinh viên học sinh yêu văn nghệ yêu tiếng hát Khánh Ly, và đây cũng là nơi tổng phát hành những cuốn băng nổi tiếng Trịnh Công Sơn - Khánh Ly Hát Cho Quê hương Việt Nam.
Trong hai năm 1969 và 1970, được sự tài trợ của chính phủ Việt Nam Cộng Hòa, Khánh Ly đã có nhiều cuộc trình diễn cho các sinh viên Việt Nam ở châu Âu, Mỹ và Canada. Năm 1970, nhận được lời mời của đài truyền hình NHK, Khánh Ly sang biểu diễn ở Nhật Bản. Khánh Ly đã ghi âm và trình diễn các ca khúc bằng cả hai thứ tiếng Việt và Nhật.
Năm 1970, Chiến tranh Việt Nam tạm lắng ở trong nước nhưng lại lan rộng sang láng giềng, Trịnh Công Sơn viết nhiều ca khúc phản chiến và được Khánh Ly hát trong những cuốn băng Hát Cho Quê Hương Việt Nam. Khánh Ly cũng tham gia hát trong những buổi ca nhạc gây dựng quỹ của các hội đoàn, hội Công giáo Việt Nam để xây chùa, nhà thờ, trại mồ côi, trại tị nạn. Năm 1972, bà mở một phòng trà ca nhạc mang tên Khánh Ly tại số 1214, đường Tự Do, Sài Gòn.
Sau năm 1975, Khánh Ly rời Việt Nam và định cư tại Cerritos, California, Hoa Kỳ. Năm 1979, một lần nữa Columbia Nippon lại mời Khánh Ly đến Nhật để thâu băng nhạc của Trịnh Công Sơn. Năm 1982, đài Bunka Honso Radio mời Khánh Ly tham gia Liên hoan Âm nhạc châu Á với nhiều nghệ sĩ nhiều nước châu Á. Năm 1984, Khánh Ly trở lại Nhật để thâu băng cho phim Thuyền nhân (Boat Man) .Năm 1985, Khánh Ly cùng chồng là nhà báo Nguyễn Hoàng Đoan mở hãng thu riêng Khánh Ly Productions.
Năm 1988, là một tín đồ Công giáo mộ đạo, Khánh Ly được mời đến Vatican trong lễ tuyên phong các thánh tử đạo Việt Nam . Trong sự kiện này, Khánh Ly đã gặp Giáo hoàng Joannes Paulus II. Năm 1989, sau khi bức tường Berlin bị phá bỏ, Khánh Ly và Thanh Tuyền đã hát ở một trong những chương trình nhạc đầu tiên ở Đông Đức. Năm 1993, Khánh Ly được mời đến Đại hội Giới trẻ Thế giới  ở Denver, Colorado (Hoa Kỳ), và là lần thứ hai bà được gặp Giáo hoàng Gioan Phaolô II. Năm 1996, Đài truyền hình NHK ở Nhật Bản đã chọn Khánh Ly là một trong 10 nhân vật nổi tiếng để làm phim tài liệu về cuộc đời và gia đình Khánh Ly .
Hiện nay Khánh Ly vẫn tiếp tục sự nghiệp ca hát của mình và là một diva (nữ ca sĩ được mến mộ) trụ cột của Trung tâm Thúy Nga. Để kỷ niệm 50 năm ca hát, Khánh Ly và bạn hữu đã tổ chức 1 buổi văn nghệ miễn phí tại Nhà thờ chính tòa Pha Lê (Crystal Cathedral) tại Garden Grove, California vào ngày 30 tháng 11 năm 2012, và sau đó kéo dài trong nhiều tháng, bà "đồng hành với nhiều ca sĩ trẻ đến nhiều nhà thờ trên khắp nước Mỹ để hiến tặng CD Thánh Ca". Bà cũng cho biết sẽ dành hết phần đời còn lại để làm công tác từ thiện.
Từ sau năm 1975, bà về Việt Nam hai lần để thăm gia đình. Năm 2005, trong một cuộc phỏng vấn trên đài BBC của Anh ở Mỹ, Khánh Ly cho biết, về Việt Nam luôn là ước mơ nằm trong trái tim bà. Trong một cuộc phỏng vấn với BBC năm 2012, bà cho biết rất muốn về Việt Nam biểu diễn và cho rằng nếu có sự chống đối thì "cũng là tự nhiên".
Cuối năm 2012, lần đầu tiên bà được nhà nước Việt Nam cấp giấy phép để trở về trình diễn tại Việt Nam, nhưng bà đã không về.
Như dự kiến, Khánh Ly đã về Việt Nam và biểu diễn trong live concert của mình tại Trung tâm Hội nghị Quốc gia, Hà Nội vào ngày 9 tháng 5 năm 2014. Sau đêm diễn đó, một liveshow nữa của bà đã được tổ chức tại cùng địa điểm vào ngày 2 tháng 8. Bà cũng có buổi biểu diễn tại Đà Nẵng vào ngày 8 tháng 8.

## Gia đình
Khánh Ly lập gia đình lần đầu và có hai con với một người có biệt danh là "Hải Dớ". Lần thứ hai, bà có một người con với một quân nhân thuộc lực lượng Biệt cách dù, Quân lực Việt Nam Cộng hòa. Lần thứ ba, Khánh Ly lập gia đình với Nguyễn Hoàng Đoan, một nhà báo kiêm nhà văn viết tiểu thuyết phóng sự năm 1975. Bà có tổng cộng bốn người con, hai trai và hai gái.
Có những tin đồn về tình cảm của bà với nhạc sĩ Trịnh Công Sơn, nhưng Trịnh Công Sơn phủ nhận và cho biết thực chất quan hệ giữa 2 người chỉ là tình đồng nghiệp, tình bạn đẹp.

## Quan điểm
- Theo Khánh Ly thì người ca sĩ đứng trên sân khấu hay ngoài đời thường thì đã nhận lời khen thì cũng phải chấp nhận lời chê thậm chí là những lời chê cực đoan liên quan đến vấn đề chính trị vì không phải ai cũng yêu mình cả và việc chống đối vì nhiều lý do cũng là tự nhiên. Về vấn đề kiểm duyệt, bà đồng tình và cho rằng phải có kiểm duyệt của Chính phủ Việt Nam đối với các ca khúc hải ngoại vì "một ca sĩ lỡ hát những bài người ta không cho phép thì phiền lắm", bà còn cho rằng kiểm duyệt cũng là điều đúng vì "Mình vào nhà người ta, tức là vào nhà người ta thì chỉ được làm những gì người ta cho phép" và theo bà thì việc kiểm duyệt "chẳng làm phiền gì mình hết, tại vì nhiều khi cái mình thích chưa chắc là cái người ta thích".[35]
- Ghi dấu 50 năm sân khấu, trong 1 buổi phỏng vấn với báo Người Việt cuối năm 2012, Khánh Ly đã nói:

| “ | ...Tôi vốn là đứa trẻ mồ côi sớm, điều tôi cần trong đời sống này, không phải là tiền, cũng chẳng phải là danh mà là tình thương. Tôi thiếu thốn tình thương từ gia đình nên bằng mọi cách chịu những thiệt thòi để mong có được tình thương của mọi người dành cho mình hầu bù đắp những thiếu thốn của thời thơ ấu. Bây giờ đã đến thời của "một cõi đi về", tôi vẫn còn cần tình thương ấy, cho dẫu cuộc đời có chịu nhiều oan khuất, nhưng tôi vẫn biết ơn mọi người đã cho tôi thời gian, hạnh phúc để đi được quãng đường quá dài và tôi muốn trả lại phần nào những gì đời đã cho tôi. Tôi chỉ xin mọi người ghi nhận tấm lòng của tôi dù nhiều dù ít. | ” |

## Danh sách đĩa nhạc

### 1962 - 1975 tại Việt Nam
Trong những năm 1967 đến 1975 Khánh Ly thâu âm rất nhiều vào đĩa nhựa 45 tours, băng Akai của các hãng đĩa như Việt Nam, Sóng Nhạc, Sơn Ca, Nhạc Ngày Xanh, Shotguns, Phạm Mạnh Cương, Continental/Premier, Thương Ca - Mặc Thế Nhân, Nhã Ca - Anh Việt Thanh, Nhật Trường, Trường Hải, Diễm Ca, Mây Hồng, Jo Marcel, Nguyễn Hữu Thiết, Hoàng Trọng... với những album tiêu biểu sau đây:

#### Đĩa nhựa
- 1969 - Tú Quỳnh: Nhạc tuyển Trịnh Công Sơn. với Lệ Thu, Hà Thanh. Ns Mạnh Phát thực hiện [36]
- 1969 - Việt Nam M. 3595-96. với Lệ Thu. nhạc Trịnh Công Sơn [37]
- 1969 - Việt Nam M. 3599-600. nhạc Trịnh Công Sơn [38]
- 1969 - Việt Nam M. 3601-02. với Lệ Thu. nhạc Trịnh Công Sơn [39]
- 1969 - Việt Nam M. 3617-18. với Lệ Thu. nhạc Trịnh Công Sơn [40]
- 1969 - Việt Nam M. 3623-24. với Lệ Thu. Khánh Ly hát nhạc Phạm Duy [41]
- 1970 - Sóng Nhạc 1055/2223 [42]
- 1970 - Sóng Nhạc 1060/2228. Tái bản của Tú Quỳnh: Nhạc tuyển Trịnh Công Sơn [43]
- 1970 - Việt Nam M. 3643-44. với Lệ Thu, Thanh Vũ. nhạc Vũ Thành An [44]
- 1970 - Việt Nam M. 3653-54. với Lệ Thu, Julie Quang. Khánh Ly hát nhạc Vũ Thành An [45]
- 1971 - Việt Nam M. 3683-84. với Julie Quang [46]

#### Băng cối/Cassette
- 12/1967 - Ghi âm trực tiếp tại Quán Văn. nhạc Trịnh Công Sơn [47]
- 1968 - Hát Cho Quê Hương Việt Nam. Trịnh Công Sơn, Hoàng Thi Thao đệm guitar. Trần Nam Hải thực hiện tại Phòng Thông tin Hoa Kỳ [48]
- 1968 - Ca Khúc Trịnh Công Sơn. Trần Nam Hải thực hiện tại Phòng Thông tin Hoa Kỳ [48].
- 1968 - Tình Ca Trịnh Công Sơn. Trịnh Công Sơn đệm guitar, Đinh Cường vẽ bìa. Thâu tại Thủ Đức. Quán Gió (Nam Lộc) phát hành [49][50]
- 10/09/1969 - Jo Marcel: Khánh Ly với dàn nhạc Jo Marcel. thâu live tại phòng trà. [51]
- 10/09/1969 - Jo Marcel 10. với Lệ Thu, Jo Marcel [52]
- 29/10/1969 - Mây Hồng 1: Tình thiên thu. với Lệ Thu, tình khúc Y Vân và Y Vũ [53]
- 29/11/1969 - Mây Hồng 2: 18 Tuyệt phẩm trữ tình. với Lệ Thu, Uyên Phương, Thanh Lan [54]
- 03/1971 - Như cánh vạc bay. 15 bài hát trong tập nhạc Như cánh vạc bay của Trịnh Công Sơn [55]
- 04/1971 - Hoàng Thi Thơ: Tình Hồng Cho Em. với Thanh Lan [56]
- 31/07/1971 - Jo Marcel đặc biệt: Lệ Thu - Khánh Ly. với Lệ Thu [57]
- 1971 - Như cánh vạc bay - Cỏ xót xa đưa. Trịnh Công Sơn thực hiện [58]
- 05/09/1971 - Hát cho quê hương Việt Nam. nhạc Trịnh Công Sơn [59]
- 24/10/1971 - Lệ Thu 2: Tứ quý. với Lệ Thu, Duy Trác, Tuấn Ngọc [60]
- 28/11/1971 - Tình ca. với Duy Trác, Sĩ Phú, Thanh Lan [61]
- 15/01/1972 - Họa Mi 1. với Lệ Thu, Duy Trác, Sĩ Phú, Mai Hương ... [62]
- 03/02/1972 - Hát cho quê hương Việt Nam 2. nhạc Trịnh Công Sơn [61]
- 01/07/1972 - Hát cho quê hương Việt Nam 3. nhạc Trịnh Công Sơn [63]
- 17/11/1972 - Hát cho quê hương Việt Nam 4. nhạc Trịnh Công Sơn [61]
- 11/12/1972 - Khánh Ly hát nhạc Tiền Chiến. nhóm Trùng Dương thực hiện [64]
- 04/10/1973 - Hát cho quê hương Việt Nam 5. nhạc Trịnh Công Sơn. Thúy Nga phát hành [61]
- 04/1974 - Sơn Ca 7: Khánh Ly và những tình khúc của Trịnh Công Sơn. nhạc Trịnh Công Sơn. Phượng Linh thực hiện
- 10/01/1975 - Thương Ca 10. với Lệ Thu, Thanh Thúy, Sơn Ca [65]

### Sau 1975
- 1976 - Khi tôi về [66]
- 1976 - Như cánh vạc bay. nhạc Trịnh Công Sơn (thâu âm năm 1975) [67]
- 1976 - Giáng Sinh-Quê hương còn đó nỗi buồn. với Sĩ Phú, Mai Hương [68]
- 1977 - Hát cho những người ở lại [69]
- 1977 - Hát cho quê hương Việt Nam 1. tái bản
- 1977 - Hát cho quê hương Việt Nam 2. tái bản
- 1977 - Hát cho quê hương Việt Nam 3. tái bản
- 1977 - Hát cho quê hương Việt Nam 4. tái bản
- 1977 - Hát cho quê hương Việt Nam 5. tái bản
- 1977 - Hát cho quê hương Việt Nam 6. tái bản của Ca Khúc Trịnh Công Sơn (1968) [70]
- 1977 - Tình ca mùa hạ [71]
- 1978 - Tứ quý. với Thái Thanh, Lệ Thu, Thanh Lan [72]
- 1979 - Người di tản buồn [73]

#### Thập niên 1980
- 1980 - Đường tình ta đi. collection từ băng nhạc Shotguns trước 1975 [74]
- 1980 - Bông hồng cho người ngã ngựa [75]
- 1980 - Tiếng hát Khánh Ly. Shotguns phát hành, nội dung giống với Đường tình ta đi [76]
- 1981 - Giọt lệ cho ngàn sau. nhạc Từ Công Phụng [77]
- 1981 - Lời buồn thánh. nhạc Trịnh Công Sơn [78]
- 1981 - Đừng yêu tôi. nhạc Vũ Thành An [79]
- 1981 - Tủi nhục ca. nhạc Hà Thúc Sinh [80]
- 1981 - Tắm mát ngọn sông đào [81]
- 1982 - Nhạc vàng. tái bản Đường tình ta đi, Thanh Lan phát hành [82]
- 1982 - Diễm xưa. tái bản Hát cho quê hương Việt Nam 6, Thanh Lan phát hành [83]
- 1982 - Như cánh vạc bay (1976). tái bản, Thanh Lan phát hành [67]
- 1983 - Ướt mi. tái bản Columbia AF-7071, Thanh Lan phát hành [84]
- 1983 - Bản Tango cuối cùng [85]
- 1983 - Trong tay anh đêm nay. dạ vũ Valse [86]
- 1983 - Tà áo xanh (Lá đổ muôn chiều). nhạc Đoàn Chuẩn - Từ Linh [87]
- 1984 - Niệm khúc cuối. Khánh Ly & Elvis Phương thực hiện [88]
- 1984 - Bài Tango cho em [89]
- 1984 - Nguyễn Tất Nhiên: Những năm tình lận đận. với Lệ Thu, Sĩ Phú, Duy Quang [90]
- 1984 - Đời 5: Một đời yêu anh. với Lệ Thu, Thanh Thúy, Hải Lý [91]
- 1984 - Đời 6: Đêm dạ vũ thứ nhất. với Lệ Thu, Thanh Thúy, Hải Lý, Kim Anh [92]
- 1985 - Như cánh vạc bay. với Lệ Thu. Làng Văn thực hiện [93]
- 1985 - Thanh Lan 24: Tứ quý. với Lệ Thu, Kim Anh, Hương Lan [94]
- 1985 - Khối tình Trương Chi. với Sĩ Phú. Thanh Lan phát hành [95]
- 1985 - Tình ca cho thành phố mất tên. nhiều ca sĩ. Thanh Lan phát hành [96]
- 1985 - Diễm Xưa 1: Thương một người. Phạm Ngọc Sơn thực hiện [97]
- 1985 - Biển nhớ. nhạc Trịnh Công Sơn [98]
- 1986 - Dư Âm 1: Những Giọng Ca Tuyệt Vời. với Elvis Phương, Hương Lan, Kim Anh [99]
- 1986 - Hạ trắng. nhạc Trịnh Công Sơn [100]
- 1986 - Tango Tango [101]
- 1986 - Nhạc hòa tấu Trịnh Công Sơn [102]
- 1986 - Đêm hạ hồng. với Lệ Thu, Thanh Phong. Thanh Lan phát hành [103]
- 1986 - Tình không biên giới. với Lệ Thu, Sĩ Phú. Thanh Lan phát hành [104]
- 1986 - Làng Văn 16: Duyên tình. với Hương Lan [105]
- 1987 - Tình hờ. Khánh Ly & Elvis Phương thực hiện [106]
- 1987 - Ai trở về xứ Việt. nhạc chủ đề [107]
- 1987 - Bên ni bên nớ. nhạc Phạm Duy [108]
- 1987 - Dân Chúa: Hồng Ân Thiên Chúa. thánh ca [109]
- 1987 - Bông bưởi chiều xưa. nhạc Châu Đình An [110]
- 1988 - Boston buồn [111]
- 1988 - Tango điên (Vũ nữ thân gầy) [112]
- 1988 - Kinh khổ. nhạc Trầm Tử Thiêng [113]
- 1989 - Đêm hạnh ngộ [114]
- 1989 - Mưa hồng [115]
- 1989 - Niệm khúc hoa vàng. nhạc chủ đề [116]
- 1989 - Ngọc Minh 11: Chiều một mình qua phố. với Lệ Thu, Ngọc Minh, Ngọc Lan [117]
- 1989 - Xóa tên người tình. với Elvis Phương. Làng Văn phát hành [118]

#### Thập niên 1990
- 1990 - Tình nhớ. nhạc Trịnh Công Sơn [119]
- 1991 - Vũng lầy của chúng ta. nhạc Lê Uyên Phương [120]
- 1991 - Làng Văn CD 97: Tưởng rằng đã quên [121]
- 1991 - Kim Ngân CD 1: Lệ đá. với Lệ Thu và Kim Anh
- 1991 - Mai Khanh 5: Best of Khánh Ly [122]
- 1992 - Để lại cho em. nhạc Phạm Duy [123]
- 1992 - Ca dao mẹ [124]
- 1992 - Im lặng thở dài (Một cõi đi về). nhạc Trịnh Công Sơn [125]
- 1993 - Bên đời hiu quạnh. nhạc Trịnh Công Sơn [126]
- 1993 - Tôi ơi đừng tuyệt vọng. với Trịnh Công Sơn và Trịnh Vĩnh Trinh [127]
- 1994 - Hoàng Lan 1: Em còn nhớ hay em đã quên [128]
- 1994 - Hoàng Lan 2: Ừ thôi em về [129]
- 1994 - Song Nguyễn 6: Cánh hoa duyên kiếp. với Lệ Thu [130]
- 1995 - Ca khúc da vàng - Volume 1. nhạc Trịnh Công Sơn [131]
- 1996 - (50 năm) Đời vẫn hát [132]
- 1996 - Hoàng Lan 9: Hạt mưa buồn. với Lệ Thu [133]
- 1997 - Tình quê tình người. nhạc Xuân Điềm. CD Single [134]
- 1997 - Ca khúc da vàng - Volume 2. nhạc Trịnh Công Sơn [135]
- 1997 - Dốc mơ [136]
- 1997 - Thúy Anh 143: Mùa thu xa em - Khánh Ly đặc biệt [137]
- 1999 - Ca khúc da vàng - Volume 3. nhạc Trịnh Công Sơn [138]
- 1999 - Hiên cúc vàng. nhạc Nguyễn Đình Toàn [139]
- 1999 - Xuân Điềm 4: Vang vang tình Việt Nam

#### Thập niên 2000
- 2000 - Nguyệt ca. nhạc Trịnh Công Sơn [140]
- 2000 - Đời cho ta thế. nhạc Trịnh Công Sơn [141]
- 2000 - Tình thu trên cao. nhạc Xuân Điềm
- 2000 - Asia CD 141: Giòng Nhạc Trầm Tử Thiêng [142]
- 2000 - Xuân Điềm 5: Tình quê tình người [143]
- 2001 - Một sớm mai về. nhạc Trầm Tử Thiêng [144]
- 2001 - Xuân Điềm: Hùng sử Việt 1
- 2002 - Nếu có yêu tôi [145]
- 2002 - Mưa trên cây hoàng lan. nhạc Nguyễn Đình Toàn [146]
- 2003 - Còn tuổi nào cho em. nhạc Trịnh Công Sơn [147]
- 2005 - Ca khúc da vàng - Volume 4. nhạc Trịnh Công Sơn [148]
- 2005 - Nam Lộc CD: Sàigòn ơi, vĩnh biệt. nhạc Nam Lộc [149]
- 2008 - TangoGoTango [150]
- 2009 - Như một vết thương. nhạc Trịnh Công Sơn [151]

### Thập niên 2010

#### Tại hải ngoại
- 2010 - Nụ cười trăm năm. nhạc Trần Dạ Từ [152][153]
- 2011 - Chưa phai. thơ Cẩm Vân phổ nhạc [154]
- 2012 - Thánh ca dâng Mẹ [155]
- 2013 - Sonatas. nhạc Trịnh Công Sơn. Đĩa than [156]
- 2014 - Cung Đỗ CD: Gội đầu. nhạc Trần Dạ Từ [157]
- 2018 - Asia CD 397: Lệ Thu & Khánh Ly - Những tình khúc chọn lọc [158]
- 2019 - Biển nhớ. nhạc Trịnh Công Sơn. Đĩa than [159]
- 2020 - Ca khúc da vàng vol. 1. nhạc Trịnh Công Sơn. Đĩa than [160]
- 2020 - Ca khúc da vàng vol. 2. nhạc Trịnh Công Sơn. Đĩa than [161]
- 2020 - Còn tuổi nào cho em. nhạc Trịnh Công Sơn. Đĩa than [162]

#### Tại Việt Nam
Các CD do bà thực hiện thu âm đều được Hãng phim Phương Nam biên tập, sản xuất và phát hành bao gồm:
- 2015 - Biển nhớ. nhạc Trịnh Công Sơn [163]
- 2015 - Hạ trắng. nhạc Trịnh Công Sơn [164]
- 2015 - Chủ nhật buồn. nhạc Phạm Duy [165]
- 2015 - Tình nhớ. nhạc Trịnh Công Sơn [166]
- 2015 - Bên đời hiu quạnh. nhạc Trịnh Công Sơn [167]
- 2016 - Hà Nội Nhớ [168]
- 2017 - Những con mắt trần gian. nhạc Trịnh Công Sơn [169]
- 2017 - Thương một người. nhạc Trịnh Công Sơn [170]

### Video
- 1982 - Khánh Ly In Japan
- 1988 - Ai Trở Về Xứ Việt
- 1991 - Một Đời Việt Nam [171]
- 2005 - Thuở Ấy Mưa hồng

### Tại Nhật Bản
- 11/1970 - Denon CD-98: Diem Xua. đĩa 45 vòng [172]
- 02/1973 - Denon CD-181: Diem Xua. tái bản của Denon CD-98
- 12/1979 - Columbia LK-126: Diem Xua. tái bản của Denon CD-98 [173]
- 08/1981 - Columbia AF-7071: Diem Xua. đĩa 33 vòng [174]
- 08/1981 - Columbia AH-105: Sabaku. đĩa 45 vòng [175]
- 04/1984 - Columbia AH-434: Boat People. đĩa 45 vòng [14]
- 05/1984 - Canyon C28A0328: Boat People. đĩa 33 vòng [15]

## Các tiết mục trình diễn trên sân khấu

### Trung tâm Thúy Nga[176]
| STT | Tiết mục                                                                                          | Thể hiện với | Chương trình       | Năm  |
| --- | ------------------------------------------------------------------------------------------------- | --- | ------------------ | ---- |
| 1   | Thung Lũng Hồng (Phạm Mạnh Cương)                                                                 | solo | Paris By Night 3   | 1986 |
| 2   | Gọi tên bốn mùa (Trịnh Công Sơn)                                                                  | solo | Paris By Night 16  | 1992 |
| 3   | Sài Gòn Vĩnh Biệt (Nam Lộc)                                                                       | solo | Paris By Night 32  | 1995 |
| 4   | Mẹ Năm 2000 (Phạm Duy)                                                                            | solo | Paris By Night 40  | 1997 |
| 5   | Mưa hồng (Trịnh Công Sơn)                                                                         | solo | Paris By Night 46  | 1998 |
| 6   | Kinh Chiều (Hoàng Thi Thơ)                                                                        | solo | Paris By Night 47  | 1999 |
| 7   | Hướng về Hà Nội (Hoàng Dương)                                                                     | solo | Paris By Night 49  | 1999 |
| 8   | Ru ta ngậm ngùi (Trịnh Công Sơn)                                                                  | solo | Paris By Night 50  | 1999 |
| 9   | Lời Mẹ Ru (Trịnh Công Sơn)                                                                        | solo | Paris By Night 52  | 1999 |
| 10  | Mây Hạ (Trầm Tử Thiêng)                                                                           | Trầm Tử Thiêng (sử dụng giọng) | Paris By Night 53  | 2000 |
| 11  | Một Đời Quên Lãng (Ngô Thụy Miên)                                                                 | solo | Paris By Night 56  | 2000 |
| 12  | Áo Lụa Vàng (Phạm Thế Mỹ)                                                                         | solo | Paris By Night 57  | 2000 |
| 13  | LK Tuổi Xa Người, Bài Cho Em (Từ Công Phụng)                                                      | Từ Công Phụng | Paris By Night 58  | 2001 |
| 14  | Căn Nhà Xưa (Nguyễn Đình Toàn)                                                                    | solo | Paris By Night 59  | 2001 |
| 15  | LK Trịnh Công Sơn                                                                                 | solo | Paris By Night 60  | 2001 |
| 16  | Đời Đá Vàng (Vũ Thành An)                                                                         | Vũ Thành An | Paris By Night 62  | 2001 |
| 17  | Em Đến Thăm Anh Đêm 30 (Vũ Thành An)                                                              | solo | Paris By Night 64  | 2002 |
| 18  | Lệ đá (Trần Trịnh, Hà Huyền Chi)                                                                  | solo | Paris By Night 66  | 2002 |
| 19  | LK Ngô Thụy Miên                                                                                  | Khánh Hà, Tuấn Ngọc, Duy Quang | Paris By Night 66  | 2002 |
| 20  | Đợi chờ (Phạm Đình Chương, Trần Nhật Bằng)                                                        | solo | Paris By Night 68  | 2003 |
| 21  | Thung Lũng Hồng (Phạm Mạnh Cương)                                                                 | solo | Paris By Night 70  | 2003 |
| 22  | Ru tình (Trịnh Công Sơn)                                                                          | solo | Paris By Night 71  | 2003 |
| 23  | Tình Yêu Như Bóng Mây (Song Ngọc)                                                                 | solo | Paris By Night 74  | 2004 |
| 24  | Xuân Thì (Phạm Duy)                                                                               | solo | Paris By Night 76  | 2005 |
| 25  | Tôi Cố Bám (Nguyễn Đình Toàn)                                                                     | solo | Paris By Night 77  | 2005 |
| 26  | Xin Đời Một Nụ cười (Nam Lộc)                                                                     | Thế Sơn, Trần Thái Hòa | Paris By Night 77  | 2005 |
| 27  | Lời Cảm Ơn (Ngô Thụy Miên, Hạ Đỏ Bích Phượng)                                                     | Lệ Thu, Hoàng Oanh, Tuấn Ngọc, Khánh Hà, Như Quỳnh, Minh Tuyết, Bằng Kiều, Thu Phương, Lưu Bích, Nguyễn Hưng, Thủy Tiên, Bảo Hân, Lương Tùng Quang, Thế Sơn, Trần Thái Hòa, Quang Lê, Như Loan, Loan Châu, Tâm Đoan, Hồ Lệ Thu, Vân Quỳnh, Dương Triệu Vũ | Paris By Night 77  | 2005 |
| 28  | LK Trịnh Công Sơn                                                                                 | Tuấn Ngọc | Paris By Night 79  | 2005 |
| 29  | Diễm Xưa (Trịnh Công Sơn)                                                                         | solo | Paris By Night 81  | 2006 |
| 30  | Adieu Mon Pays (LV: Khánh Ly)                                                                     | solo | Paris By Night 81  | 2006 |
| 31  | Mùa Thu Cánh Nâu (Nguyễn Ánh 9)                                                                   | solo | Paris By Night 83  | 2006 |
| 32  | Giọt Lệ Thiên Thu (Trịnh Công Sơn)                                                                | Trần Thu Hà | Paris By Night 84  | 2006 |
| 33  | Bến Xuân (Văn Cao)                                                                                | Trần Thái Hòa | Paris By Night 85  | 2007 |
| 34  | Xuân Miền Nam (Văn Phụng)                                                                         | Hoàng Oanh, Hương Lan, Phương Hồng Quế | Paris By Night 85  | 2007 |
| 35  | Bài Tango Cho Em (Lam Phương)                                                                     | solo | Paris By Night 88  | 2007 |
| 36  | Hoa Vàng Mấy Độ (Trịnh Công Sơn)                                                                  | solo | Paris By Night 89  | 2007 |
| 37  | LK Mẹ Trùng Dương, Mẹ Việt Nam Ơi! (Phạm Duy)                                                     | Ý Lan, Họa Mi, Hoàng Oanh, Khánh Hà | Paris By Night 90  | 2007 |
| 38  | LK Lòng Mẹ Việt Nam (Lê Thương), Lời Dặn Dò Của Mẹ (Nhật Ngân)                                    | Quang Lê, Thế Sơn | Paris By Night 90  | 2007 |
| 39  | Bài Ca Dành Cho Những Xác Người (Trịnh Công Sơn)                                                  | solo | Paris By Night 91  | 2008 |
| 40  | LK Dấu Tình Sầu (Ngô Thụy Miên), Lệ Đá (Trần Trịnh, Hà Huyền Chi)                                 | Bằng Kiều | Paris By Night 92  | 2008 |
| 41  | Niệm Khúc Cuối (Ngô Thụy Miên)                                                                    | Elvis Phương | Paris By Night 94  | 2008 |
| 42  | Nếu Chỉ Còn Một Ngày Để Sống (Hoài An)                                                            | Khánh Hà, Bằng Kiều, Thế Sơn, Don Hồ, Trần Thái Hòa, Minh Tuyết, Quang Lê, Mai Thiên Vân, Hương Thủy, Hồ Lệ Thu, Trúc Lam, Trúc Linh, Tú Quyên, Dương Triệu Vũ, Quỳnh Vi, Ngọc Liên, Lương Tùng Quang, Lưu Việt Hùng, Nguyệt Anh, Hương Giang             | Paris By Night 95  | 2009 |
| 43  | Lâu Đài Tình Ái (Trần Thiện Thanh)                                                                | Nguyễn Ngọc Ngạn | Paris By Night 95  | 2009 |
| 44  | LK Một Cõi Đi Về (Trịnh Công Sơn), Thành Phố Buồn (Lam Phương), Như Cánh Vạc Bay (Trịnh Công Sơn) | Chế Linh | Paris By Night 96  | 2009 |
| 45  | LK Chiều Một Mình Qua Phố, Gọi Tên Bốn Mùa (Trịnh Công Sơn)                                       | Thế Sơn | Paris By Night 98  | 2009 |
| 46  | Ướt Mi (Trịnh Công Sơn)                                                                           | solo | Paris By Night 99  | 2010 |
| 47  | LK Tiễn Đưa (Song Ngọc, Nguyên Sa), Về Mái Nhà Xưa (Nguyễn Văn Đông)                              | Thanh Tuyền | Paris By Night 100 | 2010 |
| 48  | Cánh Hoa Xưa (Hoàng Trọng)                                                                        | solo | Paris By Night 101 | 2011 |
| 49  | Kiếp tha hương (Lam Phương)                                                                       | solo | Paris By Night 102 | 2011 |
| 50  | Xin Trả Nợ Người (Trịnh Công Sơn)                                                                 | solo | Paris By Night 103 | 2011 |
| 51  | Về Đây Nghe Em (Trần Quang Lộc)                                                                   | Nguyễn Ngọc Ngạn | Paris By Night 104 | 2011 |

Chương trình thu hình khác
| STT | Tiết mục                                    | Thể hiện với | Chương trình               | Năm  |
| --- | ------------------------------------------- | ------------ | -------------------------- | ---- |
| 1   | Một Chút Quà Cho Quê Hương (Việt Dzũng)     | solo         | Giã Biệt Sài Gòn           | 1986 |
| 2   | Sài Gòn Chỉ Vui Khi Các Anh Về (Bảo Chương) | solo         | Giọt Nước Mắt Cho Việt Nam | 1987 |
| 3   | Mời Em Về (Việt Dzũng)                      | solo         | Nước Non Ngàn Dặm Ra Đi    | 1987 |
| 4   | Dấu Chân Địa Đàng (Trịnh Công Sơn)          | solo         | Paris By Night Divas       | 2010 |

### Trung tâm Asia
| STT | Tiết mục                                                  | Thể hiện với | Chương trình | Năm  |
| --- | --------------------------------------------------------- | ------------ | ------------ | ---- |
| 1   | Hạ Trắng (Trịnh Công Sơn)                                 | solo         | ASIA 3       | 1993 |
| 2   | LK Nhìn Những Mùa Thu Đi, Nắng Thủy Tinh (Trịnh Công Sơn) | Lệ Thu       | ASIA 8       | 1995 |
| 3   | Sài Gòn Niềm Nhớ Không Tên (Nguyễn Đình Toàn)             | solo         | ASIA 9       | 1995 |
| 4   | Biển Nhớ (Trịnh Công Sơn)                                 | solo         | ASIA 10      | 1995 |
| 5   | Cuối Cùng Cho Một Tình Yêu (Trịnh Công Sơn)               | solo         | ASIA 11      | 1996 |
| 6   | Có Tin Vui Giữa Giờ Tuyệt Vọng (Trầm Tử Thiêng)           | solo         | ASIA 13      | 1996 |
| 7   | Em Ơi Hà Nội Phố (Phú Quang)                              | solo         | ASIA 14      | 1997 |
| 8   | Người Thợ Săn Và Đàn Chim Nhỏ (Anh Bằng)                  | solo         | ASIA 15      | 1997 |
| 9   | Thầm Thì (Trầm Tử Thiêng)                                 | Elvis Phương | ASIA 16      | 1997 |
| 10  | Đêm Nhớ Về Sài Gòn (Trầm Tử Thiêng)                       | solo         | ASIA 18      | 1998 |
| 11  | Con Thuyền Không Bến (Đặng Thế Phong)                     | solo         | ASIA 19      | 1998 |
| 12  | Nước Mắt Mùa Thu (Phạm Duy)                               | solo         | ASIA 20      | 1998 |
| 13  | Hát Cho Người Nằm Xuống (Trịnh Công Sơn)                  | solo         | ASIA 21      | 1998 |
| 14  | Vũ Nữ Thân Gầy (LV: Phạm Duy)                             | solo         | ASIA 22      | 1998 |

### Trung tâm Mây
| STT | Tiết mục                                               | Thể hiện với | Chương trình       | Năm  |
| --- | ------------------------------------------------------ | ------------ | ------------------ | ---- |
| 1   | Khúc Tình Buồn (nhạc Hoàng Thi - thơ Nguyễn Tất Nhiên) | solo         | Hollywood Night 17 | 1998 |

### Jimmy TV
| STT | Tiết mục                    | Thể hiện với | Chương trình        | Năm  |
| --- | --------------------------- | ------------ | ------------------- | ---- |
| 1   | Mùa Xuân Đầu Tiên (Văn Cao) | Solo         | Ước Nguyện Đầu Xuân | 2022 |